# Unión de Rugby de Buenos Aires
Em 1899, quatro equipes (três de Buenos Aires e uma de Rosario) decidem criar uma instituição para regularizar e organizar os jogos de rugby em Río de la Plata, dando origem ao "The River Plate Rugby Union" (agora UAR). Teve como fundadores: Buenos Aires Cricket e Rugby Club (1864), Atlético Rosario (1867), Lomas Athletic (1891) e Atlético Belgrano (1896).
Posteriormente, os clubes de Buenos Aires e Uniões Provinciais foram filiando-se a UAR, criando uma situação muito peculiar, o que levaria, no final de 1995 no início da União de Rugby de Buenos Aires, como resultado da reorganização da entidade nacional .
Durante o longo período de convivência destes clubes e uniões, a UAR foi aumentando o seu prestígio não só a nível institucional, mas também esportivo, tendo suas equipes representativas amplamente respeitadas por qualquer União estrangeira.
Ao longo desta fase de realização e de crescimento, o rugby de Buenos Aires teve como grande protagonista a contribuição da maioria dos jogadores, treinadores e dirigentes.
Presente
A Unión de Rugby de Buenos Aires agora reúne 80 clubes que participam dos torneios que a mesma organiza em todas as categorias , desde a infantil até divisões superiores.
Para cada fim de semana, realizam-se cerca de 250 partidas de rugby correspondentes aos torneios juvenis e adulto, e nos mesmos participam 16.000 jogadores federados, quantidade que representa 45% da totalidade dos jogadores registrados na Unión Argentina de Rugby
Do mesmo modo, são mais de 7000 jogadores que, a partir dos 10 até os 14 anos, jogam nas distintas categorias infantis, verdadeira base para o desenvolvimento e crescimento do esporte no país.
Os campeões do torneio de Buenos Aires são:
- 1899 Lomas A.C.
- 1900 Buenos Aires F.C.
- 1901 Buenos Aires
- 1902 Buenos Aires
- 1903 Buenos Aires
- 1904 Buenos Aires
- 1905 Atlético del Rosario
- 1906 Atlético del Rosario
- 1907 Belgrano
- 1908 Buenos Aires
- 1909 Buenos Aires
- 1910 Belgrano
- 1911 Gimnasia y Esgrima
- 1912 Gimnasia y Esgrima
- 1913 Lomas
- 1914 Belgrano
- 1915 Buenos Aires
- 1917 Club Atlético San Isidro (C.A.S.I)
- 1918 C.A.S.I.
- 1920 C.A.S.I.
- 1921 C.A.S.I. y Belgrano
- 1922 C.A.S.I.
- 1923 C.A.S.I.
- 1924 C.A.S.I.
- 1925 C.A.S.I.
- 1926 C.A.S.I.
- 1927 C.A.S.I.
- 1928 C.A.S.I.
- 1929 C.A.S.I.
- 1930 C.A.S.I.
- 1931 Club Universitario de Buenos Aires (C.U.B.A.)
- 1932 Gimnasia y Esgrima
- 1933 C.A.S.I.
- 1934 C.A.S.I.
- 1935 Atlético del Rosario
- 1936 Belgrano
- 1937 Old Georgians
- 1938 Old Georgians
- 1939 Old Georgians, Gimnasia y Esgrima y San Isidro Club (S.I.C.)
- 1940 Belgrano y Olivos
- 1941 S.I.C.
- 1942 C.U.B.A.
- 1943 C.A.S.I.
- 1944 C.U.B.A.
- 1945 C.U.B.A.
- 1946 Pucará
- 1947 C.U.B.A.
- 1948 S.I.C.
- 1949 C.A.S.I. y C.U.B.A.
- 1950 C.U.B.A. y Pucará
- 1951 C.U.B.A.
- 1952 C.U.B.A.
- 1953 Obras Sanitarias
- 1954 C.A.S.I.
- 1955 C.A.S.I.
- 1956 C.A.S.I.
- 1957 C.A.S.I.
- 1958 Buenos Aires
- 1959 Buenos Aires
- 1960 C.A.S.I.
- 1961 C.A.S.I.
- 1962 C.A.S.I.
- 1963 Belgrano
- 1964 C.A.S.I.
- 1965 C.U.B.A
- 1966 Belgrano
- 1967 Belgrano y C.A.S.I.
- 1968 Belgrano y C.U.B.A
- 1969 C.U.B.A
- 1970 C.U.B.A y S.I.C.
- 1971 S.I.C.
- 1972 S.I.C.
- 1973 S.I.C.
- 1974 C.A.S.I.
- 1975 C.A.S.I.
- 1976 C.A.S.I.
- 1977 S.I.C.
- 1978 S.I.C.
- 1979 S.I.C.
- 1980 S.I.C.
- 1981 C.A.S.I.
- 1982 C.A.S.I.
- 1983 S.I.C.
- 1984 S.I.C.
- 1985 C.A.S.I.
- 1986 S.I.C. y Banco Nación
- 1987 S.I.C.
- 1988 S.I.C.
- 1989 Alumni y Banco Nación
- 1990 Alumni
- 1991 Alumni
- 1992 Alumni
- 1993 S.I.C.
- 1994 S.I.C.
- 1995 La Plata
- 1996 Hindú y Atlético del Rosario
- 1997 S.I.C.
- 1998 Hindú
- 1999 S.I.C.
- 2000 Atlético del Rosario
- 2001 Alumni
- 2002 S.I.C.
- 2003 S.I.C.
- 2004 S.I.C.
- 2005 C.A.S.I.
- 2006 Hindú
- 2007 Hindú
- 2008 Hindú
- 2009 Hindú